# Jönköpings Strand
Jönköpings Strand, var en omlastningsstation vid Norra Strandgatan i Jönköping, som användes av Jönköping–Gripenbergs Järnväg och Statens Järnvägar mellan 1900 och 1935.. Omlastningsplatsen låg 0,4 kilometer från Jönköping Östra station vid slutet av ett smalspårigt stickspår, som gick från Jönköping–Gripenbergs Järnvägs huvudstation över Vedtorget och Båtsmansbacken till Statens Järnvägars normalspår på (nuvarande) Jönköpingsbanan utmed Vätterns strand. 
Vid omlastningsplatsen låg ett magasin ungefär i höjd med Ränterigränd.